# Бренко, Анна Алексеевна
А́нна Алексе́евна Бренко́ (7 апреля 1848, Владимир — 15сентября 1934, Москва) — русская и советская актриса, режиссёр, драматург, театральный деятель, антрепренёр, заслуженная артистка Республики (1924).

## Биография
Анна Алексеевна Бренко (девичья фамилия Челищева, по мужу — Левенсон) родилась в 1848 или 1849 году в дворянской семье Челищевых, детство провела во Владимире и Суздале. Отец Алексей Николаевич Челищев сделал неплохую карьеру и дослужился до чина надворного советника. Мать Елизавета Степановна занималась воспитанием двух дочерей Анны и Елисаветы. В 1865 году Анна вышла замуж за следователя Осипа Яковлевича Левенсона.
Училась на Высших московских педагогических курсах, по окончании которых брала уроки пения у профессоров Московской консерватории, овладела искусством грима. В области сценического искусства её учителями были актриса Малого театра Екатерина Васильева, актёр А. Н. Рябов, писатель П. Д. Боборыкин. Главным её учителем был режиссёр Малого театра С. П. Соловьёв. В Швейцарии прослушала курс лекций по сценическому искусству Эрнеста Легуве.
В 1873 дебютировала на сцене Малого театра. В 1878—1882 годах уже под псевдонимом Бренко (предок всех Челищевых Михаил Бренко, или Бренок, участвовал в войске Дмитрия Донского в Куликовской битве) входила в труппу театра. В 1879 году собрала в Москве собственную труппу («Вольные выступления артистов»).
В 1880 году Анна Бренко и Осип Левенсон открыли в Москве первый частный театр — «Пушкинский театр» («Театр близ памятника Пушкину», официальное название — «Драматический театр А. А. Бренко в доме Малкиеля»). В труппу входили руководившие театром М. И. Писарев и В. Н. Андреев-Бурлак, а также П. А. Стрепетова, А. Я. Глама-Мещерская, М. Т. Иванов-Козельский, А. И. Южин, В. П. Далматов и другие. По финансовым причинам театр был закрыт в 1882 году и перешёл к русскому антрепренёру Ф. А. Коршу.
В 1885–1887 годах Анна Алексеевна числилась в труппе Александринского театра, однако в спектаклях не участвовала. Она занималась педагогической деятельностью в театральных школах и училищах Харькова, Киева, Петербурга, пробовала писать пьесы. В 1890–1905 годах преподавала в собственной театральной школе, играла в школьных спектаклях, но в 1905 году школа была закрыта.
В 1915 открыла бесплатную театральную школу и на её основе «Рабочий театр». За два года театром было поставлено 25 пьес.
После Октябрьской революции 1917 года почти 70-летняя Бренко с частью труппы вступила в Красную Армию и стала инструктором по «культпросветработе», в 1918–1921 годах театр играл в воинских частях «На дне» Горького, «Грозу» Островского, «Горе от ума» А. С. Грибоедова, «Женитьбу» Н. В. Гоголя и др. В начале 1920-х годов вернулась в Москву, руководила рабочей студией при Московском отделе народного образования. Умерла 15 сентября 1934 года в Москве.

### Пьесы
- «Современный люд» (пьеса, 1883, Малый театр)
- «Кто во что горазд» (1883)
- «Великий грех» (1914—1915), в соавторстве с Н. Н. Беляковым-Горским
- «Нужда и совесть» (1916) в соавторстве с П. В. Алексеевым

## Награды и премии
- Заслуженная артистка Республики (1924).